# M'entends-tu?
M'entends-tu? est une série télévisée québécoise en trente épisodes de 22 minutes créée par Florence Longpré. Elle a d'abord été mise en ligne le 15 décembre 2018 sur le site Internet de Télé-Québec, et à la télévision dès le 16 janvier 2019.
Depuis le 15 octobre 2019, la première saison est également disponible, au Canada, sur Club Illico, TOU.TV et Netflix, qui en a acheté les droits pour une diffusion internationale,,. Depuis le 4 juin 2020, la première saison est disponible sur la plateforme dans 190 pays, dont la France.

## Synopsis
Le quotidien de Carolanne, Fabiola et Ada, trois jeunes femmes montréalaises provenant d'un milieu défavorisé qui, malgré leurs différences, sont de grandes amies, toujours présentes l'une pour l'autre.

## Fiche technique
- Titre original : M'entends-tu?
- Création : Florence Longpré, Pascale Renaud-Hébert
- Réalisation : Miryam Bouchard
- Scénario : Florence Longpré, Nicolas Michon, Pascale Renaud-Hébert
- Décors : Guillaume Couture
- Costumes : Sharon Scott
- Montage : Isabelle Desmarais
- Casting : Nathalie Boutrie, Francis Cantin, Bruno Rosato
- Musique : Mathieu Vanasse, Tim Rideout
- Production : Carlos Soldevila
- Sociétés de production : Trio Orange
- Pays d'origine : Québec, Canada
- Langue originale : Français
- Genre : Comédie
- Nombre de saisons : 3
- Nombre d'épisodes : 30
- Durée : 30 minutes
- Dates de première diffusion : 15 décembre 2018

## Distribution

### Actrices principales
- Florence Longpré : Ada Bartoletti
- Mélissa Bédard : Fabiola Noël
- Ève Landry : Carolanne Tanguay

### Acteurs secondaires
- Nicolas Michon : Marcel
- Fabiola Nyrva Aladin : Tessa
- Christian Bégin : Pretzel
- Mehdi Bousaidan : Nassim
- Isabelle Brouillette : Bianca
- Sophie Desmarais : Amélie
- Pascale Renaud-Hébert : Karine, cousine de Carolanne
- Leïla Donabelle Kaze : Valérie
- Victor Andres Trelles Turgeon : Keven
- Patrick Goyette : André
- Fayolle Jean Jr : Jean-Michel
- Guy Jodoin : Alain
- Marie-France Marcotte : Line
- Marc St-Martin : Léon

## Épisodes

### Première saison (2018-2019)
1. Les Filles du bloc
2. Même si la terre tremble
3. J'existe
4. Trois Petits Chats
5. Nos silences
6. Spa grave
7. Mourir sur scène
8. J'penserai à toi
9. Le plus fort c'est mon père
10. On était beaux

### Deuxième saison (2020)
Le 20 janvier 2019, il a été annoncé à Tout le monde en parle que la série reviendra pour une seconde saison. La seconde saison, dont la diffusion a débuté au Québec le 13 janvier 2020, est produite en collaboration avec les différents diffuseurs, soit Télé-Québec, Netflix, Club Illico et ICI TOU.TV. Tout comme la première saison, celle-ci compte dix épisodes, elle est toutefois précédée d'un épisode spécial intitulé «M'entends-tu? Les coulisses», diffusée le 6 janvier 2020. La seconde saison est proposée sur Netflix depuis le 1er novembre 2020.
1. Ada
2. Fabiola
3. Carolanne
4. Enfin
5. Bianca
6. Marcel
7. Nassim
8. Line
9. STOP STOP STOP
10. Keven

### Troisième saison (2021)
La troisième et dernière saison, de la série a été diffusée du 23 mars au 11 mai 2021.
1. Attache à pain
2. Sac de chips
3. Café filtre
4. Danse en ligne
5. Chapeau melon
6. Lapin lapin!!!
7. Hot Dog mou
8. Crème Glacée
9. Dentier
10. Drame disco

## Distinctions

### Récompenses
- Festival Séries Mania 2019 : prix de la meilleure comédie [12]
- Festival international des médias de Banff 2019 : meilleure série dramatique de fiction tournée dans une langue autre que l’anglais [13]
- Prix Gémeaux 2019[14]
  - Meilleure réalisation comédie (Miryam Bouchard)
  - Meilleur texte comédie (Florence Longpré, Nicolas Michon, Pascale Renaud-Hébert)
  - Meilleur montage fiction (Isabelle Desmarais)
  - Meilleur premier rôle féminin comédie (Florence Longpré)
  - Meilleur rôle de soutien masculin comédie (Christian Bégin)

### Nominations
Prix Gémeaux 2019
- Meilleure comédie
- Meilleurs décors : fiction
- Meilleure création de costumes : toutes catégories
- Meilleure distribution artistique : fiction
- Meilleur thème musical : toutes catégories
- Meilleur habillage graphique : toutes catégories
- Meilleur premier rôle féminin : comédie (Mélissa Bédard)
- Meilleur rôle de soutien masculin : comédie (Guy Jodoin)
- Meilleur rôle de soutien féminin : comédie (Isabelle Brouillette)